# Johannes XXIII (motpåve)
Johannes XXIII, egentligen Baldassare Cossa, född cirka 1370 i Neapel, död 22 december 1419 i Florens, var motpåve från den 17 maj 1410 till den 29 maj 1415.

## Biografi
Baldassare Cossa var son till Giovanni Cossa och Cicciola Barile. Han utsågs 1402 till kardinaldiakon med Sant'Eustachio som titelkyrka. År 1410 valdes han av konciliet i Pisa till motpåve mot Gregorius XII i Rom och Benedictus XIII i Avignon. Romersk-katolska kyrkan hade därmed tre påvar. Den stora schismen hade nått sin kulmen. Situationen blev ohållbar, och Johannes XXIII avsattes den 29 maj 1415 vid konciliet i Konstanz efter att ha förlorat sitt stöd från världsliga makthavare.
Cossa erkände den nye påven, Martin V, som ende rättmätige påve och fick absolution av denne. År 1419 utsågs Cossa till kardinalbiskop av Frascati (Tusculum).

### Webbkällor
- ”COSSA, Baldassare (1360/1370–1419)” (på engelska). The Cardinals of the Holy Roman Church. Salvador Miranda. Arkiverad från originalet den 23 mars 2018. https://archive.today/20180323015807/http://webdept.fiu.edu/~mirandas/bios1402.htm%23Cossa#Cossa. Läst 23 mars 2018.